# Луцій Віргіній

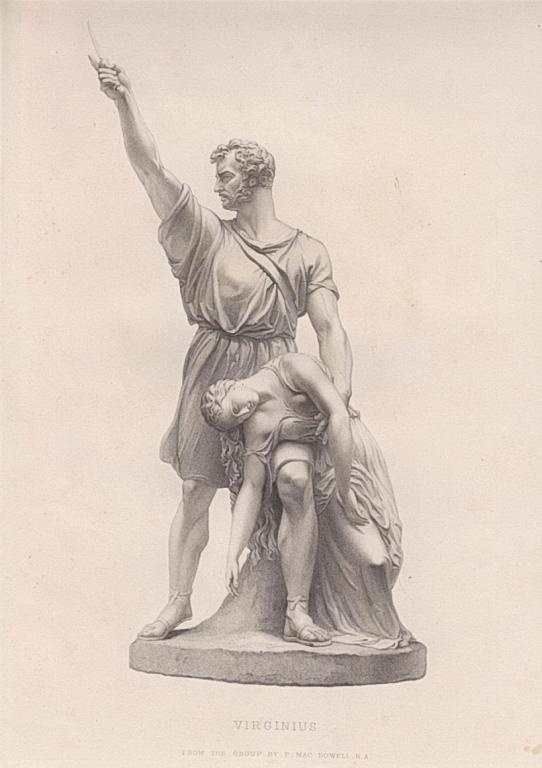
Гравюра Луція. Virginius. Лондон, 1851 рік

Луцій Віргіній (лат. Lucius Virginius) — персонаж римської міфології, описаний Титом Лівієм в 3-му томі «Історії від заснування міста».

## Луцій Віргіній у легендах
Децемвіру (сенатору) Аппію Клавдію, одному з Колегії Десяти, обраної для створення кодексу законів, що ненавидів простих людей, сподобалася Віргінія, дочка центуріона з плебеїв Луція Віргінія, зразкового воїна і громадянина. Луцій Віргіній просватав дочку за колишнього трибуна Луція Іцілія, який відважно відстоював права плебеїв.
Коли старання Аппія Клавдія опанувати плебейкою не вдалися, він підмовив свого клієнта Марка Клавдія оголосити публічно, що Віргінія його рабиня, і вимагати її до себе через децемвірів. На суді Марк Клавдій поскаржився, що дівчина народилася в його будинку, звідки була викрадена і підкинута Віргінію, а сам він дізнався про це, завдяки доносу і готовий представити докази, а, поки, рабиня повинна знаходиться в його будинку.

Аппій Клавдій, який засідав у суді, ухвалив рішення, що Марк Клавдій може взяти дівчину до себе; наречений розказав Віргінію про те, що відбувається. Той прибіг до зали суду і зарізав доньку, рятуючи її від ганьби, вигукнувши при цьому: 
 «Аппій, цією кров'ю невинної я передаю тебе в жертву підземним богам!» 
Народ збунтувався. Під впливом пристрасних промов Луція Віргінія і Луція Іцілія відбулося повстання 449 до н.е., і влада децемвірів була повалена.
Аппій Клавдій здійснив самогубство у в'язниці. Невідомо, чи була ця легенда придумана, щоб пояснити історичне повстання, або переслідувалася мета дискредитації старовинного патриціанського прізвища Клавдіїв.
Ця легенда послужила сюжетом багатьох драматичних творів, картин і скульптур.